# Chamyris sirius
Chamyris sirius là một loài bướm đêm trong họ Noctuidae.